# Зейнсфілд (Огайо)
Зейнсфілд (англ. Zanesfield) — селище (англ. village) в США, в окрузі Лоґан штату Огайо. Населення — 194 особи (2020).

## Географія
Зейнсфілд розташований за координатами 40°20′19″ пн. ш. 83°40′40″ зх. д. / 40.33861° пн. ш. 83.67778° зх. д. (40.338622, -83.677889).  За даними Бюро перепису населення США в 2010 році селище мало площу 0,27 км², уся площа — суходіл.

## Демографія
Згідно з переписом 2010 року, у селищі мешкало 197 осіб у 88 домогосподарствах у складі 62 родин. Густота населення становила 717 осіб/км².  Було 101 помешкання (367/км²).
Расовий склад населення:
| - 96,4 % — білих - 2,0 % — чорних або афроамериканців - 1,0 % — вихідців з тихоокеанських островів |

До двох чи більше рас належало 0,5 %. Частка іспаномовних становила 0,0 % від усіх жителів.
За віковим діапазоном населення розподілялося таким чином: 22,8 % — особи молодші 18 років, 63,0 % — особи у віці 18—64 років, 14,2 % — особи у віці 65 років та старші. Медіана віку мешканця становила 42,4 року. На 100 осіб жіночої статі у селищі припадало 77,5 чоловіків;  на 100 жінок у віці від 18 років та старших — 83,1 чоловіків також старших 18 років.
Середній дохід на одне домашнє господарство  становив 57 101 долар США (медіана — 58 571), а середній дохід на одну сім'ю — 63 457 доларів (медіана — 61 719). За межею бідності перебувало 3,5 % осіб, у тому числі 0,0 % дітей у віці до 18 років та 14,3 % осіб у віці 65 років та старших.
Цивільне працевлаштоване населення становило 88 осіб. Основні галузі зайнятості: освіта, охорона здоров'я та соціальна допомога — 25,0 %, науковці, спеціалісти, менеджери — 14,8 %, публічна адміністрація — 13,6 %, будівництво — 12,5 %.